# Gnaphalopoda aenea
Gnaphalopoda aenea är en skalbaggsart som beskrevs av Fauvel 1903. Gnaphalopoda aenea ingår i släktet Gnaphalopoda och familjen Melolonthidae. Inga underarter finns listade i Catalogue of Life.